# Аль-Каффаль аш-Шаши
Абу Бакр Мухаммад ибн Али аш-Ша́ши известный как аль-Каффа́ль аш-Ша́ши (араб. القفال الشاشي‎;
904, Шаш — 975, Шаш) — исламский богослов, учёный, правовед шафиитского мазхаба, хадисовед и лингвист. С его именем связывают распространение шафиитского мазхаба в Мавераннахре. Известен по прозвищу Хазрат Имам («Господин Имам»).

## Биография
Аль-Каффаль аш-Шаши родился в 904 году в городе Шаш (ныне Ташкент). Местное предание связывает его с потомком Мухаммада ибн аль-Ханафии, известным как Исхак Баб (Исхак ат-Турк), прибывшим якобы в «страну тюрок» с целью распространения ислама. К этому Исхаку Бабу возводят генеалогическое древо Ахмада аль-Ясави (ум. 1166).
В поисках знаний аль-Каффаль аш-Шаши объездил многие духовные центры исламского мира, учился в Хорасане, Багдаде, совершил хадж, завершил образование в Сирии. Утверждают также, что в молодости он был му‘тазилитом, но затем обратился в ашаризм. Распространял шафиитский мазхаб в Мавераннахре, благодаря его красноречию, убедительности доводов и глубоким знаниям многие в «стране тюрок» (Билад ат-турк) приняли это учение. По утверждению аль-Джувайни (ум. в 1085 г.), аль-Каффаль обучался каламу у самого аль-Ашари (ум. 935), который, в свою очередь, уже в зрелом возрасте, изучал под его руководством фикх. Согласно ясавитскому источнику, аль-Каффаль в течение 55 лет проповедовал в Шаше учение о божественной мудрости (‘ильм аль-хикма). 
По рассказу поэта ‘Абду-ль-Малика аш-Шаши, в «год ополчения» он вместе с аль-Каффалем. участвовал в военном походе на ар-Рум (Византия). Среди участников ополчения было много литераторов (адиб), поэтов, краснобаев-острословов из разных городов Халифата.
В конце жизни вернулся на родину, в Шаш, где и умер в 975 году. Над могилой аль-Каффаля в Ташкенте воздвигнут мавзолей, который поныне посещают и почитают мусульмане. По мнению А. Муминова, до XIV века его гробница была главным (если не единственным) «святым» местом в Ташкенте.

## Учителя и ученики
Среди его учителей в фикхе были такие известные правоведы как:
- Ибн Джарир ат-Табари (ум. 923),
- Абу Бакр Ибн Хузайма (ум. 933),
- Абуль-Касим аль-Багави
- Абу Бакр аль-Баганди,
- Абу Зейд ал-Марвази и др.[2]

Аль-Каффаль оставил немало учеников, занявших видное место в истории ислама, среди которых были:
- Абу ‘Абдуллах аль-Халими (950—1012) — наиболее близкий ученик;
- Абу Сулайман ал-Хаттаби ал-Бусти (ум. 998) — хадисовед, автор комментария к сборнику хадисов Абу Дауда;
- аль-Хаким ан-Найсабури (ум. 1014) — автор «Хроники Нишапура»;
- Ибн Манда (ум. 1005) — знаменитый собиратель хадисов;
- Абу Абдуррахман ас-Сулами (ум. 1021) — автор известного биографического словаря суфиев;
- Абу ‘Абдуррахман аль-Ибрисами (или аль-Абрийсами) — факих;
- Абу Исхак аш-Шаши;
- Насир ибн аль-Хусейн аль-‘Умари аль-Марвази и др.[1]

## Труды
Аль-Каффаль является автором сочинений по фикху, основам фикха, хадисоведению, догматике, толкованию Корана. Некоторые и из его сочиений сохранились частично или полностью. В них он изложил методологию (аль-усуль) и частные вопросы (аль-фуру‘) шафиитского мазхаба. Комментирование «Послания» («ар-Рисала») имама аш-Шафии было способом распространения и адаптации его учения к местным условиям. Им было составлено «большое толкование» к Корану (тафсир), в котором известный ашаритский мутакаллим Абу Сахль ас-Су‘люки (ум. 979) увидел «поддержку учения му‘тазилитов». По утверждению Абу Исхака аш-Ширази, аль-Каффаль был первым из факихов, кто написал «хорошую книгу» о диалектике спора (аль-джадаль).
Большой популярностью пользовалась его касыда, которая свидетельствовала о его поэтическом таланте. 
Список некоторых сочинений аль-Каффаля:
- Книга об основах фикха (название неизвестно)
- «Доказательства пророчества» (араб. دلائل النبوة‎)
- «Достоинства шариата» (араб. محاسن الشريعة‎),
- Комментарий к «ар-Рисале» аш-Шафии (араб. شرح الرسالة‎) и др.[3]